# Lionel Abelanski

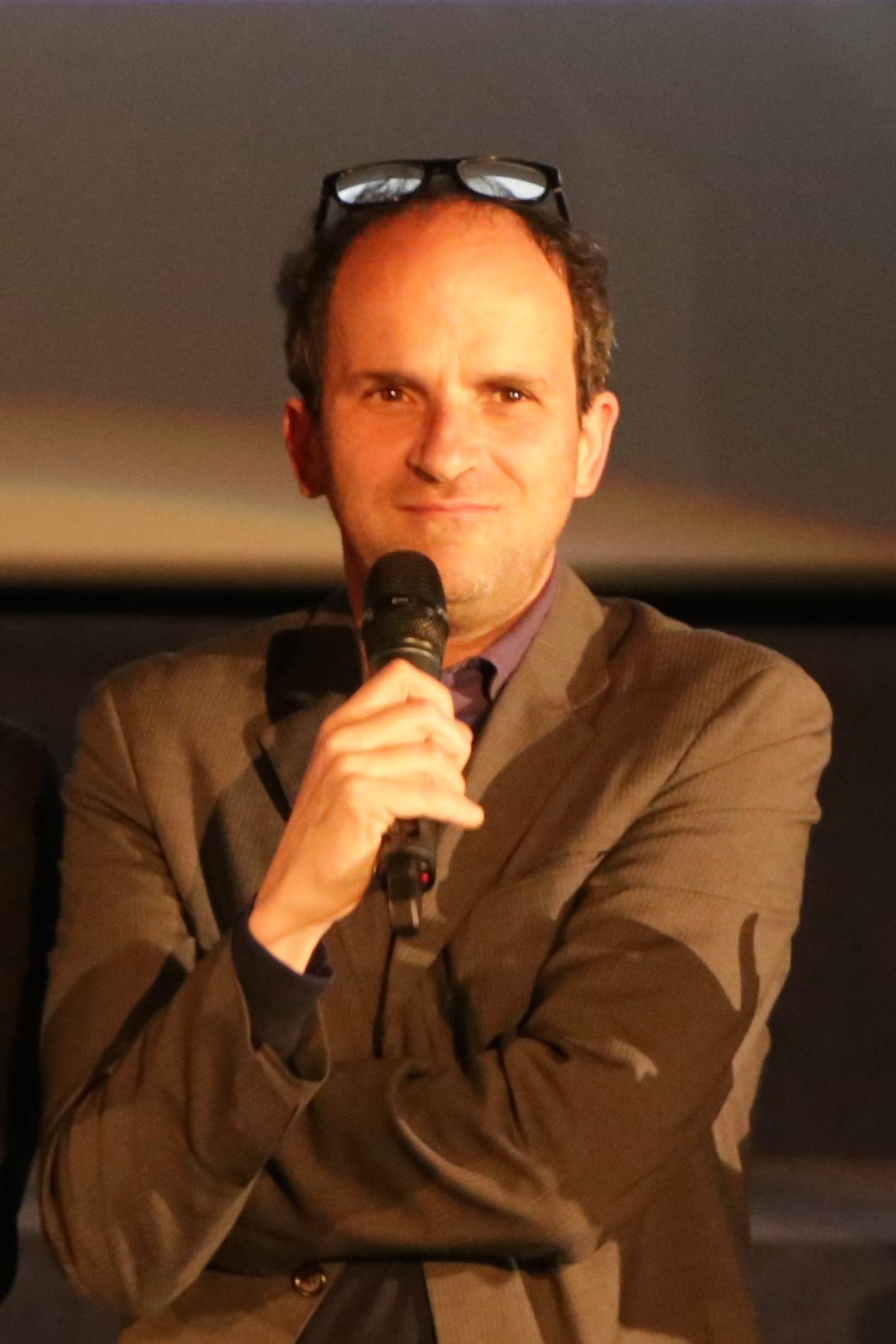
Lionel Abelanski 2014

Lionel Abelanski (* 22. Oktober 1964 in Paris, Frankreich) ist ein französischer Schauspieler.

## Biografie
Lionel Abelanski studierte Schauspiel am Cours Florent und spielte anschließend Theater. Eine seiner ersten Rolle als Filmschauspieler hatte er 1997 in dem Kurzfilm I Got a Woman von Yvan Attal. Attal besetzte ihn 2001 in der gleichen Rolle in seinem Spielfilm Meine Frau, die Schauspielerin, in dem er das Thema des Kurzfilms zu einem kompletten Spielfilm verarbeitete. Sein Leinwanddebüt in einem Langfilm gab er 1989 in einer kleinen Rolle in Coline Serreaus Liebeskomödie Milch und Schokolade an der Seite von Daniel Auteuil und Firmine Richard. Größere internationale Bekanntheit erlangte Abelanski durch seine Darstellung des Schlomo in Radu Mihăileanus Tragikomödie Zug des Lebens. Der Film über eine jüdische Gemeinde, die eine Deportation vortäuscht, wurde international von Kritikern gelobt und mit mehreren Filmpreisen ausgezeichnet. Abelanski wurde unter anderem bei der Verleihung des französischen Filmpreises César 1999 als Bester Nachwuchsdarsteller nominiert.

## Filmografie (Auswahl)
- 1989: Milch und Schokolade (Romuald et Juliette)
- 1996: Das Herz der Quote (Cœur de cible)
- 1997: I Got a Woman
- 1998: Zug des Lebens (Train de vie)
- 1999: Sandrine sieht rot (Trafic d’influence)
- 2000: Uneasy Rider (Nationale 7)
- 2001: Belphégor (Belphégor, le fantôme du Louvre)
- 2001: Meine Frau, die Schauspielerin (Ma femme est une actrice)
- 2004: Die wunderbare Welt des Gustave Klopp (Narco)
- 2004: Was Frauen wirklich wollen (Tout le plaisir est pour moi)
- 2005: Man muss mich nicht lieben (Je ne suis pas là pour être aimé)
- 2006: Es lebe die Bombe! (Vive la bombe!)
- 2006: Hilfe, Ferien! (Nos jours heureux)
- 2007: Abbitte (Atonement)
- 2007: Freie Zone (Zone libre)
- 2008: Bonjour Sagan (Sagan)
- 2008: 15 ans et demi …
- 2009: Das Konzert (Le concert)
- 2009: Plötzlich reich (Ticket gagnant)
- 2010: Nix zu verhaften (Protéger & servir)
- 2010: Vertraute Fremde (Quartier lointain)
- 2012: Ein Mordsteam (De l’autre côté du périph)
- 2012: Männer und die Frauen (Les infidèles)
- 2013: Kidon
- 2014: Barbecue
- 2015: Das Ende ist erst der Anfang (Les premiers, les derniers)
- 2016: Eine Nacht in Paris (Ouvert la nuit)
- 2018: Vorhang auf für Cyrano (Edmond)
- 2020: Hilfe, die Kinder sind zurück! (Chacun chez soi)

## Auszeichnung (Auswahl)
- César 1999: Nominierung als Bester Nachwuchsdarsteller für Zug des Lebens